# دانيال بورتر
دانيال بورتر (بالإنجليزية: Daniel Porter)‏ هو مصمم ألعاب فيديو ‏ أمريكي، ولد في 13 يونيو 1966.